# Bromazepam
Bromazepam ist ein Tranquilizer aus der Gruppe der Benzodiazepine, der sich durch eine angstlösende Wirkung auszeichnet und in der Medizin zur Behandlung von akuten Angstzuständen, als Beruhigungsmittel (Sedativum), seltener als Schlafmittel verwendet wird. Die Wirkung beruht auf einer Bindung an GABA-Rezeptoren im Gehirn (GABA = Gamma-Aminobuttersäure, ein Neurotransmitter). Bromazepam wurde 1977 von Roche als Lexotanil® auf dem deutschen Markt eingeführt. 2016 wurde Lexotanil® in Deutschland wieder vom Markt genommen. In Österreich und der Schweiz ist Lexotanil nach wie vor erhältlich. Bromazepam ist aber noch in Form von Generika verfügbar. Wie andere Benzodiazepine kann es schon nach kurzer Anwendung zu einer psychischen und körperlichen Abhängigkeit kommen, siehe dazu Schädlicher Gebrauch von Benzodiazepinen.

## Pharmakokinetik
Nach oraler Einnahme von Bromazepam werden die maximalen Plasmakonzentrationen meist innerhalb von zwei Stunden erreicht, Kaplan et al. berichteten aber auch längere Zeiten bis 5 h und mehr. Für die Eliminations-Halbwertszeit gibt die aktuelle Fachinformation für Bromazepam und seinen aktiven Metaboliten 3-OH-Bromazepam Halbwertszeiten „15–28“ Stunden an, die bei älteren Personen länger sein kann. In der Fachliteratur finden sich Angaben für die Halbwertszeit zwischen 10 und 35 Stunden. Untersuchungen von Ochs et al. an der Universität Bonn an jungen und alten Frauen und Männern zu Alter, Geschlecht und Arzneimittelinteraktionen ergaben Werte von t1/2 = 20–32 h. Ältere Angaben von „10–20 h“ beziehen sich auf Messungen von 1976 von Kaplan et al. an männlichen Häftlingen. Neuere Untersuchungen berichten Werte von t1/2 = 30–40 h. Damit kann die Kumulation höher als 200 % sein.
Von der eingenommenen Dosis werden ca. 2 % der Dosis unverändert im Urin ausgeschieden. Die zwei Hauptmetaboliten, welche via Urin ausgeschieden werden und ca. 27 % bzw. 40 % der verabreichten Dosis ausmachen, sind 3-Hydroxybromazepam und 2-(2-Amino-5-brom-3-hydroxybenzoyl)pyridin. Das aktive 3-Hydroxy-Bromazepam ist ähnlich zu Oxazepam, dem Metaboliten des Diazepam, ein Benzodiazepin mit ähnlicher Wirkung und erreicht nach Messungen von Allen et al. Anteile von 10–40 % im Blut. Der Benzoylpyridin-Metabolit ist kein Benzodiazepin. Die empfohlene Normaldosis von Bromazepam ist 3–6 mg, für Menschen mit reduzierter Metabolisierung wird 3 mg empfohlen.
Ochs et al. berichteten in einer Studie von 1987 Halbwertszeiten von 20 bis 30 Stunden. Sie fanden einen verlangsamenden Einfluss des Alters auf die Elimination sowie durch andere Wirkstoffe wie Cimetidin und Propranolol. Verlangsamte Metabolisierung, etwa bei älteren Patienten, kann Effekte auf Kumulation und Blutspiegel haben. Aus Untersuchungen zu CYP-Interaktionen mit Fluconazol und Itraconazol folgerten Oda et al. 2003, dass CYP3A4 Isoenzyme keine oder eine geringe Rolle, dagegen CYP1A2, CYP2D6 und/oder CYP2C19 eine wichtige Rolle beim Metabolismus des Bromazepams spielen. Obwohl auch Review-Artikel darauf verweisen, gilt der Metabolismus des Bromazepams an dieser Stelle noch nicht als letztlich geklärt und CYP3A4-Interaktionen nicht als ausgeschlossen. Bromazepam kann demnach Wechselwirkungen über verschiedene CYP-Enzyme aufweisen.

## Nebenwirkungen
Typische Nebenwirkungen mittel- bis lang wirksamer Benzodiazepine sind Müdigkeit, Konzentrationsstörungen, Fahruntüchtigkeit, Schwindel und Übelkeit. In manchen Fällen, u. a. bei älteren Patienten kann eine paradoxe (gegensätzliche) Wirkung mit Erregung (Angst, Aggressivität, agitierter Verwirrtheitszustand) auftreten, die keinesfalls mit Dosissteigerung beantwortet werden darf.
Bromazepam gehört zu den meistverordneten Angstlösern (Anxiolytika) und Beruhigungsmitteln (Sedativa) und besitzt ein hohes (psychisches wie körperliches) Abhängigkeitspotential. Dies trifft auf alle Benzodiazepine zu. Bereits nach zwei bis vier Wochen regelmäßiger Einnahme, selbst im therapeutischen Dosisbereich, ist mit körperlichen und psychischen Entzugserscheinungen bei abruptem Absetzen zu rechnen. Die Symptome sind dabei denen identisch, die ursprünglich mit dem Präparat bekämpft werden sollten: Unruhe, Angst, Schlafstörungen. Sie beweisen noch keine Abhängigkeit, können aber eine Dauereinnahme in Gang halten und damit erster Schritt zu einer Niedrigdosisabhängigkeit sein. Abhängigkeit kann sich bereits bei Einnahme auch in therapeutischer Dosis nach wenigen Wochen entwickeln. Nach längerer Einnahme kann sich das Benzodiazepin-Entzugssyndrom bilden und das abrupte Absetzen zu zerebralen Krampfanfällen und höchstgradigen Erregungszuständen führen.

## Anwendung bei Minderjährigen, Risiko von Abhängigkeitsentwicklung und Entzugssyndrom
Benzodiazepine wie Bromazepam sollten bei Kindern und Jugendlichen wegen des physischen und psychischen Abhängigkeitsrisikos möglichst nicht, sondern nur nach sorgfältigster Abwägung des Nutzen-Risiko-Verhältnisses verabreicht werden. Erachtet der Arzt eine Behandlung mit Bromazepam als angezeigt, sollte die Dosis dem niedrigeren Körpergewicht des Kindes angepasst werden.
Zu bedenken ist, dass Benzodiazepine wie Bromazepam sehr schwere Abhängigkeits- und Entzugssyndrome bewirken können, die das Leben massiv beeinträchtigen. Die Abhängigkeit hängt dabei mit einer GABAA-Rezeptor-Deformation zusammen, die nur langsam reversibel ist. Benzodiazepine führen dann beim Absetzen zu Entzugserscheinungen. Daher sollen Benzodiazepine auch nur langsam mit schrittweiser Dosis-Reduktion ausgeschlichen werden. Bisher ist keine bessere Strategie bekannt. Selbst dann können Benzodiazepin-Entzugserscheinungen nicht gesichert vermieden werden. Co-Medikation von Antikonvulsiva wie Carbamazepin oder Valproat zeigten positive Effekte, siehe Review-Artikel von Flayau et al. Strategien, Erfahrungsberichte und Studien finden sich u. a. bei Ashton oder Huff, eine Ärztin, die mit therapeutischer Dosis von Alprazolam in Abhängigkeit geriet. Im Falle von Abhängigkeitsentwicklung sollten auf jeden Fall erfahrene Ärzte als Experten für den ambulanten oder stationären Benzodiazepin-Entzug (der sich durchaus z. B. vom Alkohol-Entzug unterscheidet) konsultiert werden.

## Anwendung während Schwangerschaft und Stillzeit
Bromazepam sollte während der Schwangerschaft nicht angewendet werden, es sei denn, es ist klar notwendig und keine sicherere Alternative verfügbar. Wird der Arzneistoff einer Frau im gebärfähigen Alter verordnet, sollte sie darauf hingewiesen werden, ihren Arzt zu benachrichtigen, falls sie eine Schwangerschaft plant oder vermutet, damit die Behandlung beendet werden kann, da Benzodiazepine in die Muttermilch übertreten können. Deswegen sollten auch stillende Frauen Bromazepam nicht anwenden.

## Handelsnamen
Monopräparate
Bromazanil (D), Gityl (D), Lexostad (D), Lexaurin (CZ), Lexotanil (A, CH) (in D 2016 vom Markt genommen), Bromazepam OPT (D), Normoc (D), diverse Generika (D, A)